# Referéndum sobre la Constitución de Guinea Ecuatorial en 2011
El 13 de noviembre de 2011 se celebró en Guinea Ecuatorial un referéndum constitucional con el propósito de aprobar o rechazar una reforma a la Ley Fundamental de Guinea Ecuatorial de 1991.  La reforma fue aprobada por un 97,7% de los votantes, con una participación electoral del 91.8%.

## Contenido de la reforma
Las reformas constitucionales incluían la imposición de límites de mandato para la presidencia, permitiendo dos mandatos de siete años. También se abolieron las restricciones de edad para postular al cargo. Estos cambios fueron aclamados por el gobierno como un avance democrático. También se introdujo el Consejo de la República, el Senado, la figura del defensor del pueblo y el puesto de Vicepresidente.
A pesar de todo, la disposición sobre límites de mandatos no se aplicó retrospectivamente, permitiendo que Obiang volviera a postularse en 2016 y que pueda también hacerlo en 2023.

## Resultados
| Opción                             | Votos   | %     |
| ---------------------------------- | ------- | ----- |
| A favor                            | 295.780 | 97,73 |
| En contra                          | 6.858   | 2,27  |
| Votos nulos/en blanco              | 2.092   | —     |
| Total                              | 304.730 | 100   |
| Fuente: African Elections Database |         |       |

## Denuncias
Muchos opositores (entre ellos el diputado Placido Mico) y organizaciones internacionales como Human Rights Watch  denunciaron fraude electoral generalizado e intimidación a grupos que intentaban monitorear el proceso. También señalaron el hecho de que los votos fueron contados por personas cercanas al gobierno. A pesar de estos informes, el gobierno afirmó que la votación había sido llevada a cabo pacíficamente.